# Ayreonauts Only
Ayreonauts Only è la prima raccolta del gruppo musicale olandese Ayreon, pubblicato nel 2000 dalla Transmission Records.

## Il disco
Come deducibile dal titolo, questo album è stato realizzato da Arjen Anthony Lucassen per i fan del gruppo e contiene una raccolta di demo e versioni inedite di alcuni brani originariamente inseriti negli album precedenti.
Inoltre, l'ultimo brano Cold Metal è un'anticipazione di un progetto fondato da Lucassen in quel periodo, gli Ambeon.

## Tracce
Testi e musiche di Arjen Anthony Lucassen.
1. Into the Black Hole (Vocals by Damian Wilson & Lana Lane) – 10:46
2. Out of the White Hole (Vocals by Robert Soeterboek) – 7:12
3. Through the Wormhole (Vocals by Ian Parry) – 6:14
4. Carpe Diem (Chaos) (Previously Unreleased 1992 Home Demo) – 4:15
5. Temple of the Cat (Vocals by Astrid v/d Veen) (Previously Unreleased Acoustic Version) – 3:07
6. Original Hippie's Amazing Trip (Vocals by Mouse, Anneke van Giersbergen & Edward Reekers) (Previously Unreleased Medley) – 6:38
7. Beyond the Last Horizon (Vocals by Gary Hughes) (Newly Recorded 2000 Version) – 5:34
8. The Charm of the Seer (Vocals by Arjen Lucassen) (Previously Unreleased 1994 Home Demo) – 3:30
9. Eyes of Time (Vocals by Leon Goewie) (Previously Unreleased Studio Version) – 5:10
10. Nature's Dance (Vocals by Arjen Lucassen) (Previously Unreleased 1994 Home Demo) – 2:33
11. Ambeon: Cold Metal (New, Yet Unreleased Track of Arjen's New Band) – 7:10

## Formazione
- Damian Wilson – voce (traccia 1)
- Lana Lane – voce (traccia 1), cori (tracce 1 e 3)
- Bruce Dickinson – cori (traccia 1)
- Ed Warby – batteria (tracce 1 e 2)
- Erik Norlander – primo assolo di sintetizzatore (traccia 1), assoli di sintetizzatore (traccia 2)
- Clive Nolan – secondo assolo di sintetizzatore (traccia 1)
- Arjen Lucassen – strumentazione, voce (tracce 8 e 10), cori (traccia 9)
- Robert Soeterboek – voce (traccia 2), cori (traccia 7)
- Ian Parry – voce (traccia 3)
- Fabio Lione – cori (traccia 3)
- Garyeon Wehrkamp – assoli di chitarra e sintetizzatore (traccia 3)
- Astrid van der Veen – voce (traccia 5 e 11), cori (traccia 11)
- Mouse – voce (traccia 6)
- Anneke van Giersbergen – voce (traccia 6)
- Edward Reekers – voce (traccia 6)
- Robby Valentine – pianoforte (traccia 6)
- Roland Bakker – organo Hammond (traccia 6)
- Gary Hughes – voce (traccia 7)
- Okkie Huysdens – cori (traccia 7)
- Stephen van Haestregt – batteria (traccia 7 e 11)
- Leon Goewie – voce (traccia 9)
- Mirjiam van Doom – cori (traccia 9)
- Debbie Schreuder – cori (traccia 9)
- Rene Merkelbach – cori (traccia 9)
- Ernst van Ee – batteria (traccia 9)
- Peter Vink – basso (traccia 9)
- Cleem Determeijer – organo Hammond e minimoog (traccia 9)
- Walter Latupeirissa – basso e basso fretless (traccia 11)